# إيمرسون رودريغيز
إيمرسون رودريغيز (بالإسبانية: Emerson Rivaldo Rodríguez Valos)‏ هو لاعب كرة قدم كولومبي في مركز الوسط، ولد في 25 أغسطس 2000 في بوينافينتورا في كولومبيا.

## وصلات خارجية
- إيمرسون رودريغيز على موقع الدوري الأمريكي (الإنجليزية)
- إيمرسون رودريغيز على موقع قاعدة بيانات كرة القدم.إي يو (الإنجليزية)
- إيمرسون رودريغيز على موقع Soccerway.com (الإنجليزية)